# Lesbisch feminisme

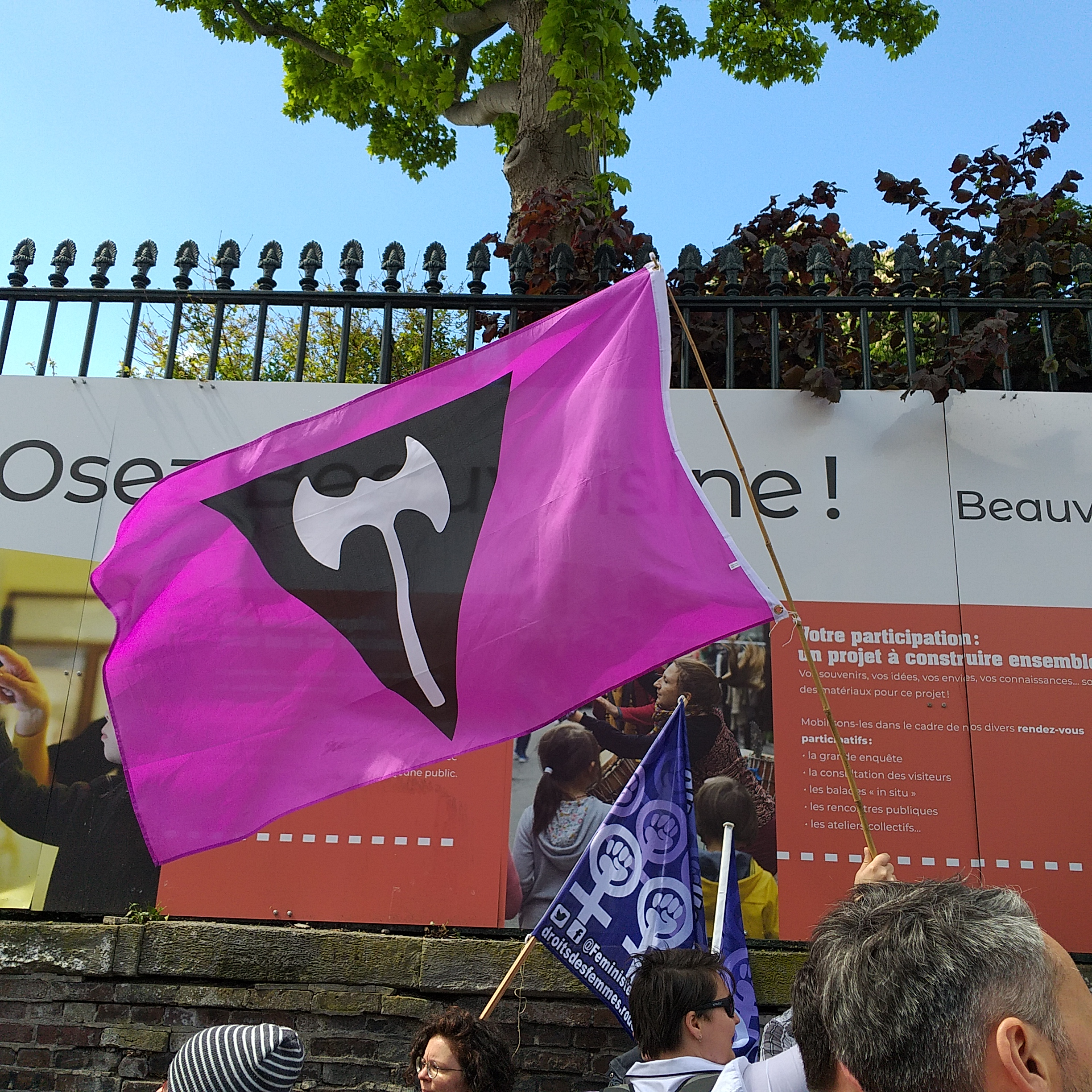
Lesbisch-feministische "Pride"-vlag in Rouen, met dubbele bijl (labrys)

Het lesbisch feminisme is een politieke stroming en een maatschappijkritische ideologie die streeft naar emancipatie van vrouwen in het algemeen en lesbiennes in het bijzonder. Het is een radicale stroming binnen het feminisme die vrouwen aanmoedigt zich in hun aandacht, activiteiten en relaties vooral op andere vrouwen te richten en omgang met mannen te beperken. Aanhangers propageren het lesbianisme als logisch uitvloeisel van het feminisme en zijn van mening dat lesbiennes de vrouwenstrijd als voorhoede kunnen dienen. Lesbisch feminisme is een vorm van identiteitspolitiek, waarbij de eigenheid van betrokkenen de basis vormt van het gedachtegoed.
De stroming ontstond rond 1970 uit onvrede met het gebrek aan solidariteit dat lesbische vrouwen binnen het mainstream feminisme ondervonden, de vooral op mannelijke homoseksualiteit gerichte homobeweging van die tijd, en de seksuele revolutie. Het lesbisch feminisme was vooral van belang in de jaren zeventig en tachtig. Ideologie en activisme waren die tijd dominant onder politiek bewuste lesbiennes in de VS, al vormden ze een minderheid onder alle lesbische vrouwen. Na die tijd zorgden kwesties als aids en racisme ervoor dat juist weer meer met andere organisaties werd samengewerkt, waardoor het lesbisch feminisme op de achtergrond raakte. De opkomst van queer theory in de jaren negentig, de gedachte van meerdere vormen van discriminatie die elkaar beïnvloeden en de controversiële kijk op transseksualiteit die een deel van de beweging kenmerkt, hebben het lesbisch feminisme naar de marge gedrongen. Een toenemende acceptatie van homoseksualiteit zorgde er bovendien voor dat de hoofdstrategiue van de beweging, separatisme, niet goed meer te slijten was.

## Kenmerken

### Ideologie

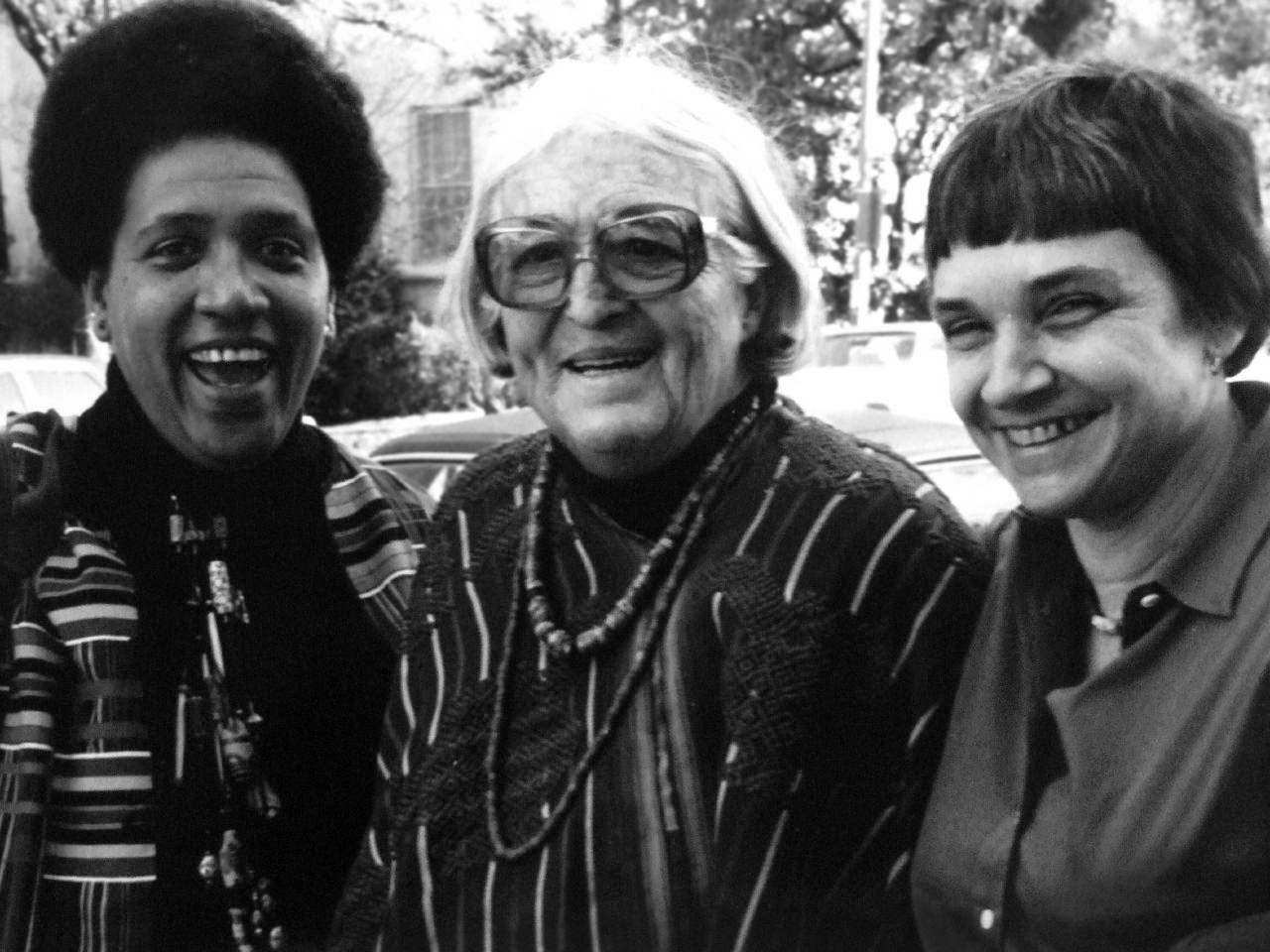
Audre Lorde (links) en Adrienne Rich (rechts) in 1980

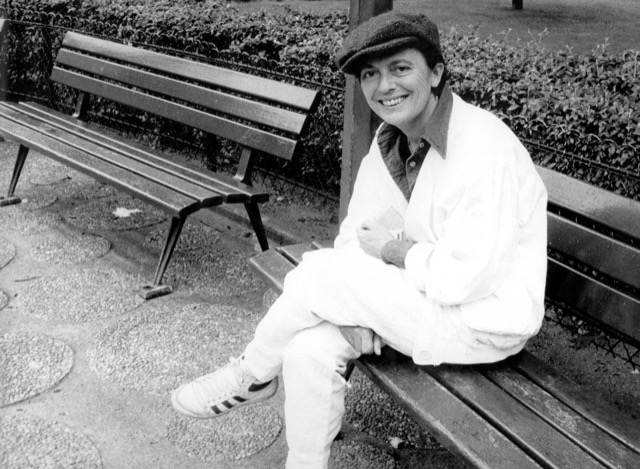
Monique Wittig

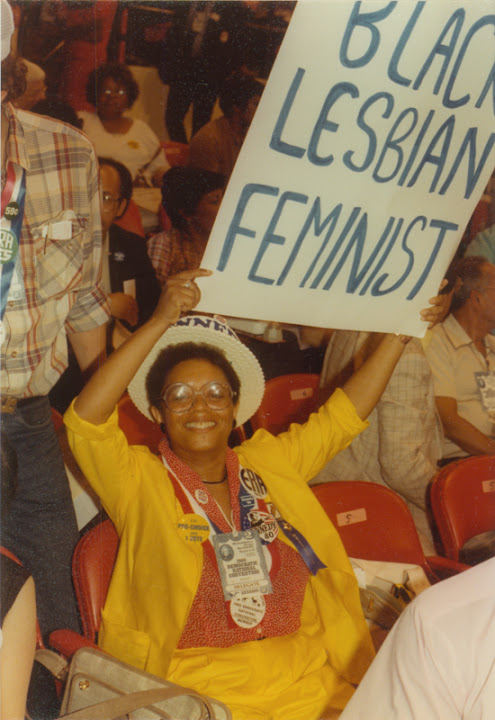
Zwarte lesbisch-feminist op een conventie van de Democratische Partij in de VS

De theorievorming van het lesbisch feminisme kenmerkt zich door kritiek op heteronormativiteit en de gedachte dat heteroseksualiteit niet alleen gaat over seksuele aantrekking, maar dat het een geschapen institutie is waarvan de gehele maatschappij is doordrenkt en die fundamenteel onderdrukkend is voor vrouwen. Daarom ook vindt de beweging dat lesbische vrouwen in hun activiteiten en relaties naar de maatschappij toe gewenst subversief gedrag vertonen (lesbianisme als daad van verzet). Verder denkt men dat lesbische vrouwen door de afwezigheid van mannelijke partners sociaal, economisch en seksueel veel onafhankelijker zijn dan andere feministen en dat ze de hoofdstroming van het feminisme daarom als voorbeeld en voorhoede kunnen dienen. De lesbisch-feministische theorievorming heeft veel bijgedragen aan inzichten omtrent sociale en culturele aspecten van seksualiteit en genderrollen.
Toch gaat het lesbisch feminisme in beginsel niet over seksuele aantrekking tussen vrouwen, maar om politieke keuzes voor een op andere vrouwen gericht leven, ook wel politiek lesbianisme genoemd. Men vindt dat een lesbisch of celibatair leven een logisch uitvloeisel van de vrouwenstrijd is, ook voor heteroseksuele vrouwen. Hiermee konden de feministes zich verzetten tegen verplichte heteroseksualiteit. Verder was het cultureel feminisme, dat uitgaat van 'natuurlijke superieure eigenschappen' van vrouwen, van invloed op het denken en handelen binnen het lesbisch feminisme.
Vaker dan andere feministen beoefenen en propageren de lesbisch-feministen het separatisme, het trachten omgang en samenwerken met mannen te beperken of zelfs geheel te vermijden. Bovendien denkt men dat vrouwen, als ze eenmaal losgeweekt zijn van het patriarchaat, als vanzelf de utopistische doelen antiracisme, antikapitalisme en anti-imperialisme realiseren. In die zin heeft het lesbisch feminisme veel raakvlakken met het radicaal feminisme. Vanuit deze gezichtspunten leverden lesbisch feministen geregeld pittige kritiek op het mainstream feminisme.
De radicale ideologieën werden in sterke mate beïnvloed door de Afro-Amerikaanse en andere burgerrechtenbewegingen en door de seksuele revolutie. Een deel van het gedachtegoed was afkomstig van Nieuw Links, maar dan gefilterd door het lesbisch feminisme.
Tot de toonaangevende denkers en activisten van de beweging behoren in elk geval Sheila Jeffreys, Charlotte Bunch, Rita Mae Brown, Adrienne Rich, Marilyn Frye, Audre Lorde, Mary Daly, Barbara Smith, Pat Parker, Margaret Sloan-Hunter, Monique Wittig, Cheryl Clarke en Cherrie Moraga.

### Separatisme
Bijeenkomsten en instellingen waar geen mannen werden toegelaten, waren al bekend binnen het feminisme en het is een van de kenmerken van de tweede feministische golf. Lesbisch-feministen beoefenden deze afzondering uit een sterke afkeer van de 'mannenmaatschappij', omdat het ze een gevoel gaf ergens bij te horen en omdat ze meenden de vrouwenstrijd er een grote dienst mee te bewijzen. Verder was het de gedachte dat ze het patriarchaat ten val zouden brengen door vrouweninspanningen en -aandacht eraan te onttrekken en dat daarna een betere samenleving zou ontstaan. Het separatisme domineerde het lesbisch feminisme in de VS van 1973 tot begin jaren tachtig. De gedachte van een 'Lesbian Nation' inspireerde betrokken tot het werken aan talloze vrouweninstellingen, gemeenschappen en een vrouwencultuur. Het geheel daarvan werd later gezien als een opmaat voor een goeddeels buiten de mannenmaatschappij georganiseerde vrouwensamenleving. Het 'lesbisch land' was bovendien een denkbeeldige wereldwijde gemeenschap die alle lesbiennes zou verbinden en bevrijden en die alle andere vrouwen tot voorbeeld zou zijn.
Ook hun ervaringen in voorgaande decennia speelde een rol bij de keuze voor afzondering in vrouwenomgevingen. Lesbiennes waren onderling verbonden geweest in kleine gemeenschappen, maar hielden hun geaardheid daarbuiten meest strikt geheim. Ze wilden wel uit de kast komen, maar daarbij als het ware de geborgenheid van de kast zien te behouden. Verder konden benauwende factoren als schoonheidsidealen, verwachtingen van familie en sociale restricties door separatie ontvlucht worden. Lesbische vrouwen moeten daarom ook voor de opkomst van het feminisme vaak vormen van separatie hebben beoefend.

#### Communes
Midden jaren zeventig was er in de VS sprake van een hausse aan lesbische communes, op het platteland en in de steden. Er moeten er honderden zijn geweest en het verschijnsel staat bekend als women's land. De leden trachtten daar zo zelfvoorzienend als mogelijk te zijn en wijdden zich aan een rechtvaardiger en zorgzamer leven. Deze communes zijn niet allemaal een lang leven beschoren geweest, omdat botsende levenskeuzes en politieke inzichten al snel tot conflicten leidden. Toch heeft een flink aantal van deze communes langer bestaan, of functioneerde anno 2021 nog. Deze communes hebben echter al decennia last van een gebrek aan aanwas, waardoor ze een vooral oudere bevolking hebben.
Ook in onder meer Canada, Europa en Australië werden dat soort communes gevestigd. In Nederland speelde de actiegroep Lesbian Nation geruime tijd met de gedachte een eiland te vestigen, waar alleen lesbische vrouwen zouden wonen en werken. Om verschillende redenen is dat er nooit gekomen.

### Overige kenmerken
Het lesbisch feminisme heeft problemen met alle mannelijkheid, ook die in eigen gelederen, en staat daarom afwijzend tegenover butch en femme-genderrollen. Vanwege een principieel verlangen naar gelijkheid in (seksuele) relaties wordt bdsm afgekeurd. Een uitzondering daarop vormde het lesbisch-feministische SM-collectief Samois, maar zij werden dan ook hevig gekritiseerd.

#### Kledingstijlen

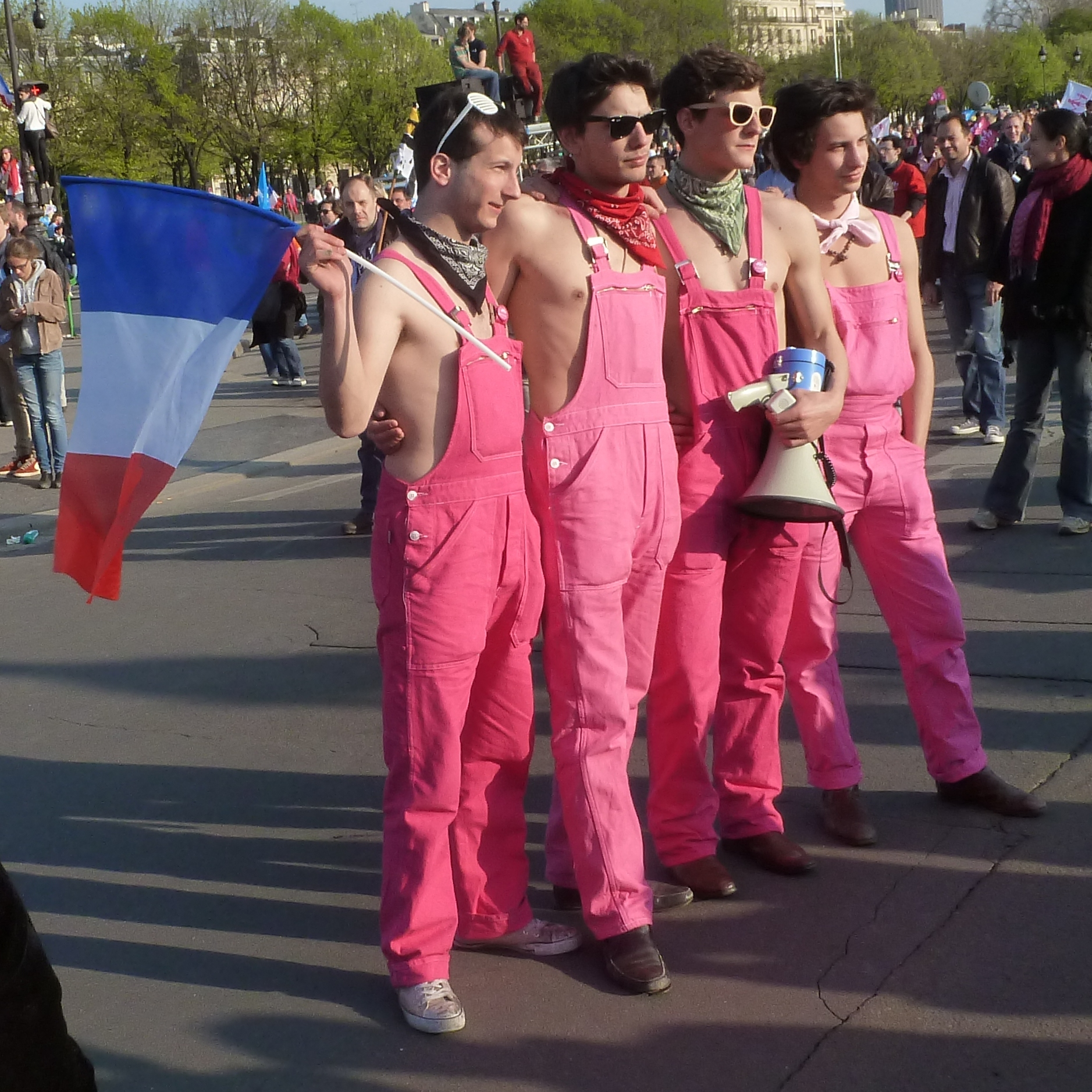
De stereotypische (roze) tuinbroek, hier door mannen gedragen op een Franse betoging tegen het homohuwelijk, in 2013

Lesbisch-feministen ontwikkelden in de jaren 70 een eigen uiterlijke stijl die vooral een afwijzing van het traditioneel vrouwelijke was. Dat gold wel voor meer lesbische vrouwen, maar voor de lesbisch-feministen was het een opzettelijke publieke uiting van hun seksuele en politieke identiteit. Kort haar was in de mode, net als jeans, laarzen en geruite overhemden met een wit t-shirt eronder. De tuinbroek, die onder meer in Nederland een stereotype werd voor lesbiennes, werd ook in de VS een symbool voor de lesbische en soms feministische afwijzing van het traditioneel vrouwelijke. Leren jassen waren in de VS en in het VK onder lesbo's populair, maar niet onder lesbisch-feministen. Ten eerste omdat het werd gezien als iets mannelijks, dat vermeden diende te worden, en ten tweede omdat leer werd geassocieerd met SM, dat vanuit het lesbisch en radicaal feminisme onder vuur lag in de zogenaamde feminist sex wars.
In Nederland was het dragen van broeken onder lesbiennes pas eind jaren zestig gangbaar, en een sociale code om de geaardheid mee te duiden. Een paar jaar later droegen veel meer mensen vrijetijdskleding en konden lesbische vrouwen zich daarmee niet meer identificeren. Lesbisch-feministen droegen begin jaren zeventig in Nederland soms roze tuinbroeken om zich te onderscheiden van andere (tuin)broekendragers.

## Geschiedenis

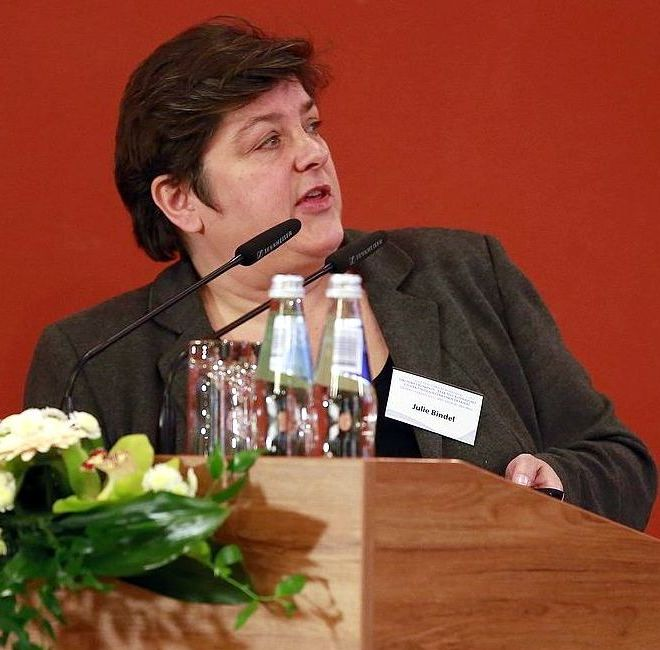
Julie Bindel in 2015

Del Martin en Phyllis Lyon, oprichters van de Daughters of Bilitis, direct na hun huwelijk in 2004

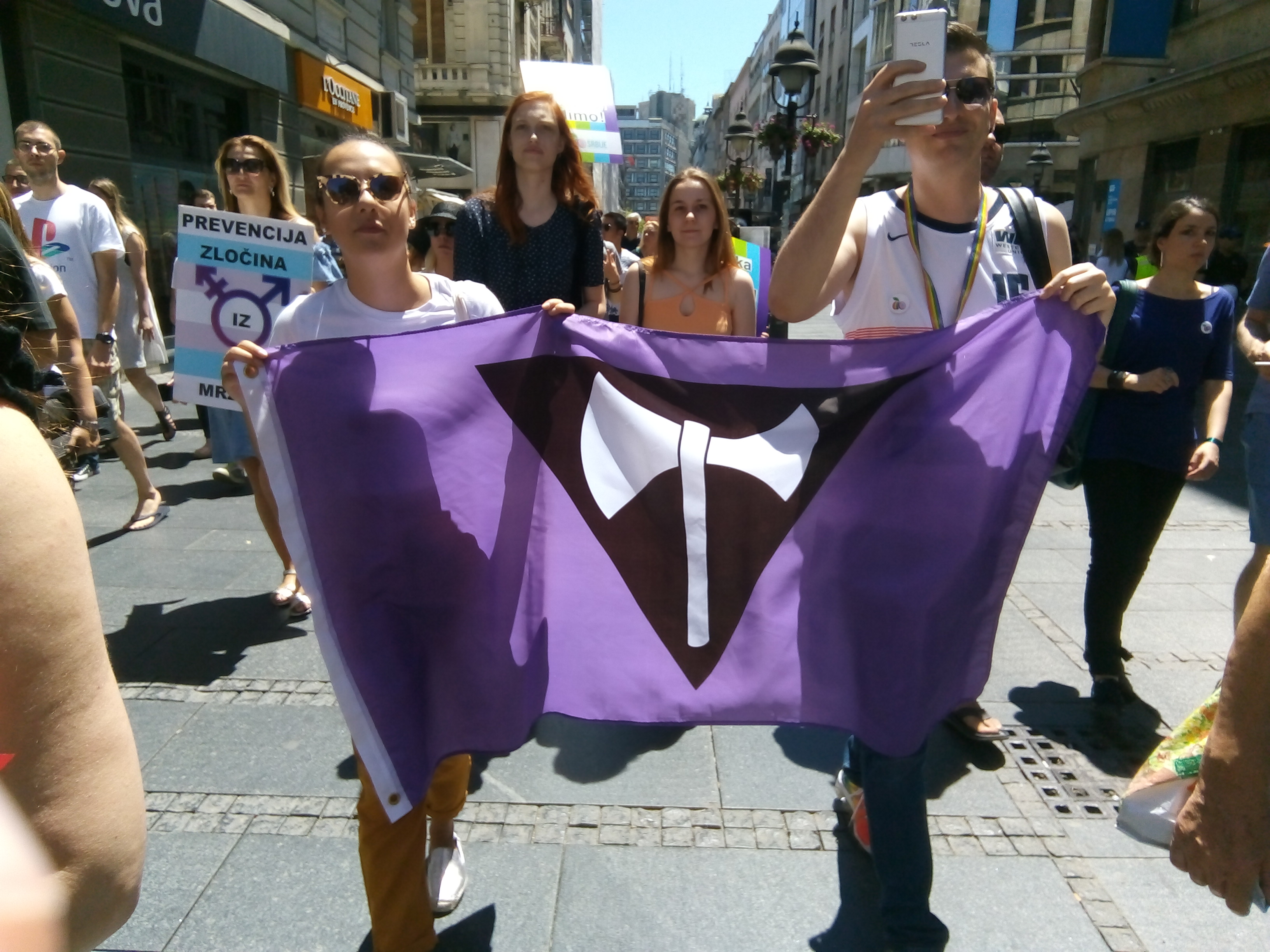
Lesbisch-feministische Pride-vlag in Servië in 2019

De geschiedenis van het lesbisch feminisme in de VS kent een vijftal fasen. Tussen 1969 en 1972 werd de ideologie ontwikkeld en viel de doorslaggevende beslissing om zich los van andere bewegingen te organiseren. Van 1973 tot ongeveer 1977 organiseerde men zich zoveel mogelijk buiten de 'harteloze mannenmaatschappij', in een denkbeeldige wereldwijde gemeenschap van lesbiennes die alle andere vrouwen tot voorbeeld zou zijn. Vanaf 1977 kwamen er steeds meer scheurtjes en scheuren in de gedachte dat men alle (lesbische) vrouwen kon verenigen, maar de gestichte instellingen en vrouwencultuur bloeiden nog steeds. In de jaren tachtig raakte de beweging door een aantal factoren in verval, terwijl de beweging radicaliseerde en versplinterde. Ondertussen werd de samenleving om hen heen minder 'harteloos' en minder een 'mannenmaatschappij', waardoor de strategie van separatie niet meer te slijten was. Begin jaren negentig verdrongen nieuwe inzichten, waaronder queer theory, het lesbisch feminisme naar de marge.

### Achtergrond
Homoseksualiteit was in veel landen, ook westerse, tot in de jaren zestig van de twintigste eeuw nog (deels) verboden en het werd soms zelfs nog als psychische stoornis gezien. Toch speelden veel lesbische vrouwen een hoofdrol in diverse, op gelijkberechtiging gerichte organisaties en bewegingen. In de steden in de VS was ruim voor de jaren zestig al sprake van een bloeiende homocultuur, waarin ook lesbische vrouwen vertegenwoordigd waren. Om privacyredenen vond dat plaats in bars en bij mensen thuis, omdat uit de kast komen in die tijd nog ronduit gevaarlijk kon zijn. De eerste activistische organisatie voor lesbische vrouwen was de in 1955 opgerichte Daughters of Bilitis.
Parallel aan, en in verband met de tweede feministische golf en de seksuele revolutie kreeg de homo-emancipatie ook meer voet aan de grond en er ontstonden organisaties voor homorechten die veel activistischer en mondiger waren dan hun voorgangers. Kantelpunt in de VS waren de Stonewall-rellen, die het Gay Liberation Front, de Gay Pride en andere acties voortbrachten, waarbij lesbische vrouwen nadrukkelijk ook betrokken waren. In toenemende mate ergerden zij zich aan de marginale rol die vrouwen speelden in de homobeweging en ze vonden dat de mannelijke leden ervan vaak net zo seksistisch waren als de rest van de samenleving. Veel lesbische vrouwen sloten zich daarom aan bij de vrouwenstrijd, voor zover dat niet al gebeurd was, en speelden prominente rollen in talloze feministische groeperingen. Hun solidariteit met de vrouwenstrijd was echter lang niet altijd wederkerig. Binnen de vrouwenbeweging was toentertijd nog vaak sprake van vermijding van lesbische onderwerpen, aanvallen op het lesbianisme en soms uitsluiting van lesbische vrouwen. Toch was het feminisme, met de vele praatgroepen en andere vormen van netwerken, voor lesbiennes van enorme waarde bij het leggen van persoonlijk contacten. Ze vonden elkaar in steeds grotere aantallen en men vormde gemeenschappen rond activisme en persoonlijke interesses. Het voelde als een nieuw begin en verschafte een zeer gewenst gevoel ergens bij te horen, waar de samenleving dat onvoldoende geboden had.

### Ontstaan in de VS
In de VS markeert de actiegroep Lavender Menace het ontstaan van het lesbisch feminisme. In de aanloop naar het 'Second Congress to Unite Women' in mei 1970, van de feministische National Organization for Women (NOW), kwamen vermijding van lesbische betrokkenheid en uitsluiting van lesbische vrouwen tot een hoogtepunt. De actiegroep verstoorde de opening van het congres en haalde het congres over om de lesbische emancipatie te erkennen als onderdeel van de vrouwenstrijd - in weerwil van de wens van het hoofdbestuur. Het voor die gelegenheid geschreven pamflet The Woman-Identified Woman en de uit de actie voortgekomen groepering Radicalesbians gelden als invloedrijk binnen het vroege lesbisch feminisme.

### Eigen organisaties
De erkenning door het NOW-congres betekende niet meteen dat lesbische onderwerpen tot in de haarvaten van die organisatie doordrongen, of zelfs maar met regelmaat op de landelijke agenda stonden. Een aantal lesbisch-feministen stapte daarom over naar groeperingen binnen het radicaal feminisme, maar ook daar werden ze niet bepaald met open armen ontvangen. Omdat ze nog steeds niet te spreken waren over het seksisme bij de homobeweging, begonnen de lesbisch feministen in de VS tal van groeperingen en andere activiteiten. Er kwamen 'Radicalesbians' en andere groepen in meerdere steden, en in vele daarvan heerste de overtuiging dat het lesbianisme de meest complete vorm van feminisme was. In 1971 vestigde zich in Washington D.C. de lesbisch-feministische commune The Furies Collective. Naast het samen runnen van een huishouden, hielden ze zich bezig met politiek, theorievorming en het uitgeven van een blad, getiteld The Furies. De commune hield het slechts een jaar vol, maar was van grote invloed op de beweging.

#### Radicaal separatisme
Onder invloed van de Radicalesbians, The Furies en radicaliserende ideologie raakte de beweging begin jaren zeventig in de ban van het separatisme. Het boek Lesbian Nation: The Feminist Solution (1973) van Jill Jonhston gaf die richting een strijdkreet. Men was van mening dat het 'lesbisch land' wereldwijd lesbiennes zou verenigen en bevrijden, vooral door zich buiten de mannenmaatschappij te organiseren. Het gaf betrokkenen een gevoel ergens bij horen, waar dat in hun samenlevingen sterk ontbroken had, een heroïsche fantasie van onafhankelijkheid en het idee een betere wereld voor vrouwen te scheppen. Duizenden vrouwen schaarden zich achter de gedachte door het stichten van talloze gemeenschappen, vrouweninstellingen en een (lesbische) vrouwencultuur. Na verloop van tijd werd de visie steeds grootser: een volledig zelfvoorzienende gemeenschap, geheel los van de mannenmaatschappij. Op het hoogtepunt was de beweging met name in steden een virtuele vrijstaat van instellingen en gemeenschappen die onderling waren verbonden door ideologie, periodieken en de netwerken van activisten. Burgers van het 'lesbisch land' hoefden op sommige plaatsen nauwelijks nog contacten met mannen te onderhouden, al werd volledige afscheiding nergens bereikt.
Overeenstemming over de basisprincipes leek voor de hand te liggen, omdat alle betrokkenen een seksuele geaardheid deelden, met alle negatieve gevolgen die de maatschappij daar in het verleden aan had verbonden.

#### Vrouwencultuur

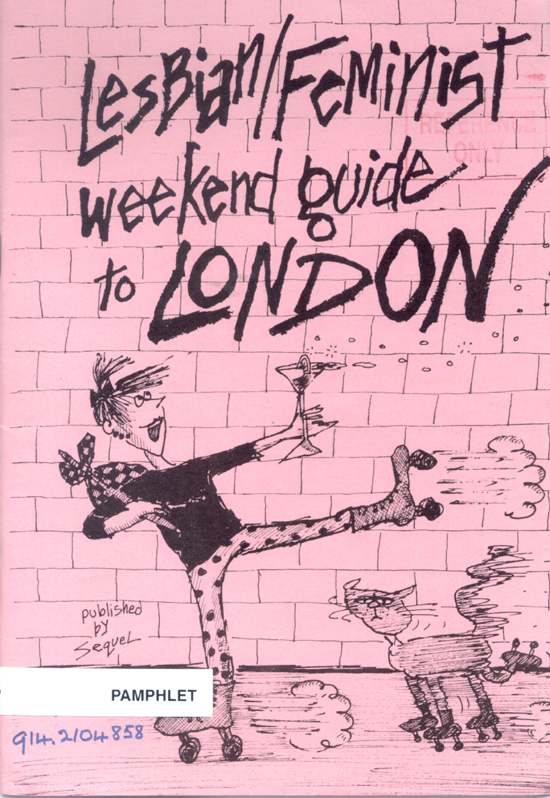
Brits pamflet, jaar onbekend

Onder invloed van de lokale groepen ontstond in de VS een omvangrijke lesbisch-feministische pers. Een veelheid aan bladen, nieuwsbrieven en kranten werd, soms grootschalig en soms zeer kleinschalig, geschreven en verspreid. Tot de bekendere in Amerika behoren Spectre: Paper of Revolutionary Lesbians, off our backs, Lesbian Tide, Lavender Woman en Chrysalis. Al deze bladen kenden een zeer gevarieerde inhoud, zoals politieke manifesten, cartoons, foto's, recensies van culturele activiteiten, fictie en evenementenkalenders. Door het verspreiden van nieuws en commentaren haalden die publicaties lesbische vrouwen uit een isolement en hielpen ze talloze lesbische gemeenschappen in de VS tot stand brengen, zowel in de steden als op het platteland. Het in 1974 opgerichte Quest: A Feminist Quarterly ontwikkelde zich tot het belangrijkste theoretische tijdschrift van de beweging.
Daarnaast werd een aantal lesbisch feministische organisaties opgericht die doorgaans veel langer hebben bestaan, zoals een platenlabel (Olivia Records), een uitgeverij (Naiad), boekwinkels en koffiehuizen. Ook organiseerde men een aantal vrouwenfestivals, die gerund en bezocht werden door feministen, zoals het Michigan Womyn's Music Festival, het Camp Sister Spirit's Womyn's Festival en het Ohio Lesbian Festival. Het geheel van de vrouwencultuur, met bijbehorende de instellingen en vrouwenbedrijven, plus een veelomvattend streven naar een leven zonder mannen, wordt door sommige auteurs als belichaming van de Lesbian Nation gezien.

#### Ideologie
Ook ideologisch werd de beweging in de loop van de tijd autonomer. In de VS werd aanvankelijk nog makkelijk samengewerkt met de homobeweging en het mainstream feminisme, bijvoorbeeld tussen 1971 en 1973 ten behoeve van het schrappen van homoseksualiteit als 'mentale afwijking' binnen de psychiatrie. Maar in 1972 riep Rita Mae Brown al op tot een volledig onafhankelijke lesbisch-feministische beweging, in de overtuiging dat lesbische vrouwen 'de revolutie' zouden voortbrengen, en het mainstream feminisme slechts halfslachtige hervormingen. De ideologie van het lesbisch feminisme stelde daarbij dat lesbiennes de vrouwenstrijd tot voorbeeld en voorhoede konden dienen, hetgeen de beweging een zeker superioriteitsgevoel gaf. Het lesbisch feminisme was de meest doorontwikkelde wereldbeschouwing en politieke ideologie van de begintijd van de militante homo-emancipatie. Buiten de VS konden lesbisch-feministen beter opschieten met het mainstream feminisme en de homobeweging, maar ook daar vond de gedachte van bevrijding door exclusief op vrouwen gerichte actie navolging.

#### Actievoeren
Het lesbisch feminisme in de VS nam voor wat betreft activisme de zap over van de radicaal-feministen: een korte en vaak confronterende actie op plaatsen die werden geassocieerd met traditionele vrouwelijkheid of alledaags seksisme. De zaps hadden meest publiciteit en andere aandacht als hoofddoel en werden uitgevoerd bij onder meer schoonheidswedstrijden en bruidswinkels. Men deed niet erg veel aan actievoeren: met de afzondering van de 'mannenmaatschappij' deed de beweging ook afstand van het streven naar politieke hervormingen, hetgeen andere emancipatiebewegingen nog wel beoogden. Men was van mening de maatschappij en de overheid niet nodig te hebben om een revolutie te ontketenen.

### Negatieve ontwikkelingen
Vanaf eind jaren zeventig begon het lesbisch feminisme in de VS steeds meer weerstand op te roepen. Diverse groepen herkenden zich niet (meer) in de ideologie en in de afzondering van de samenleving. Ten slotte werd in de jaren tachtig duidelijk dat de diverse emancipatiebewegingen in de westerse samenlevingen belangrijke veranderingen teweeg hadden gebracht. Ze waren veel minder vrouwonvriendelijk en lesbovijandig dan in het verleden. Onder die omstandigheden was separatie eigenlijk niet meer te verkopen en viel een belangrijke pijler onder de beweging weg.

#### Minderheden
Vanaf 1977 kwam er kritiek op de vooral blanke en hoger opgeleide achtergrond van de vrouwen die het lesbisch feminisme en separatisme vorm gaven. Dat kwam het eerst van zwarte lesbische vrouwen en chicana's van Mexicaanse oorsprong. Zij werden gevolgd door vrouwen van andere sociale, seksuele en culturele minderheden die zich evenmin herkenden in het gedachtegoed van de beweging. Deze vrouwen hadden last van andere vormen van discriminatie dan die op basis van hun geaardheid alleen. Ook bestreden zij die met vaak andere middelen dan afzondering van de samenleving. Het lesbisch feminisme propageerde opname van zwarte vrouwen in alle geledingen, maar in de praktijk kwam daar weinig van terecht. Niet-blanke, lesbische en feministische vrouwen organiseerden zich in groepen als het Combahee River Collective en de National Black Feminist Organization.
De controverse was de bijl aan de wortels van het radicaal feminisme, dat ervan uitgaat dat alle vrouwen samen één onderdrukte klasse vormen. Ook de leerstellingen van het cultureel feminisme, dat alle vrouwen "van nature" (dezelfde) superieure eigenschappen toedicht, waren onder die omstandigheden onhoudbaar. De gedroomde wereldwijde lesbische identiteit en verbondenheid vielen hiermee eveneens in duigen.

#### Seksualiteit
Delen van de beweging lesbisch feminisme hebben felle of zelfs snoeiharde kritiek geuit op een aantal andere seksuele minderheden (zie onder). Dat is ze vaak niet in dank afgenomen en een aantal van die kwesties heeft de stroming in een kwaad daglicht gezet. Een en ander heeft bijgedragen aan een sterk afnemend belang van het lesbisch feminisme vanaf begin jaren tachtig. De opkomst van queer theory in de jaren negentig, de gedachte van meerdere vormen van discriminatie die elkaar beïnvloeden en de controversiële kijk op een aantal seksuele minderheden hebben het lesbisch feminisme in de VS naar de marge gedrongen.

## Buiten de VS

### Nederland

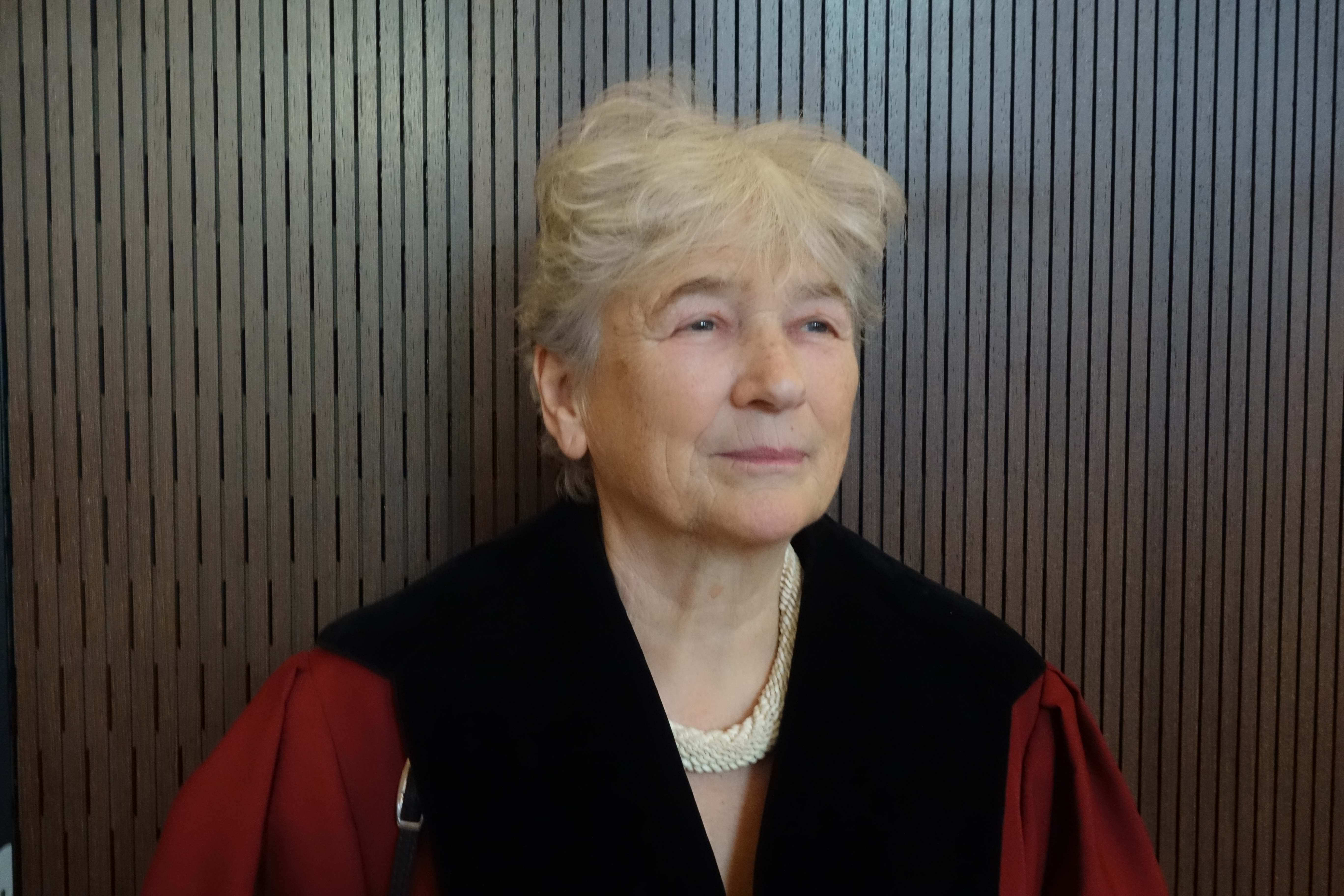
De Nederlandse literatuurwetenschapper Maaike Meijer, onder meer betrokken bij Paarse September, in 2019

Ook in Nederland waren lesbische vrouwen in talloze rollen actief in de vrouwenbeweging en ook zij deden dat aanvankelijk vaak zonder hun seksuele geaardheid te onthullen. Net als in de VS was de homobeweging vooral op mannen gericht en was het feminisme bevreesd voor negatieve publiciteit omtrent lesbianisme.In 1972 kwam daarin verandering door de oprichting van de actiegroep Paarse September. Net als hun Amerikaanse zusters leverden ze onder meer felle kritiek op het mainstream feminisme en waren ze ervan overtuigd dat lesbianisme een betere vorm van feminisme is. Zij pleitten tegen heteroseksualiteit als norm en beargumenteerden dat lesbisch zijn in feite een politieke keuze is. Zij stelden zelfs dat het afzweren van heteroseksuele relaties een voorwaarde was om een goede feminist te kunnen zijn. Paarse September weigerde bovendien om met mannen te praten. Reeds in 1974 hief de groep zichzelf op, naar eigen zeggen om andere radicaal-lesbische vrouwen de ruimte te geven, maar ook wel omdat ze aan impact hadden ingeboet. Mede door de activiteiten van Paarse September werd uit de kast komen voor lesbische vrouwen een stuk makkelijker en ze deden dat in groten getale.

#### Lesbian Nation
Een van de opvolgers van Paarse September was het in 1976 gevormde collectief Lesbian Nation, vernoemd naar het gelijknamige boek van Jill Johnston uit 1973. De groep wijdde zich aanvankelijk aan het ontwikkelen van een lesbische identiteit en subcultuur, onder meer door discussie en het organiseren van lesbisch-feministische weekends. Ze was echter vooral van blijvend belang door het mede oprichten van een aantal culturele instellingen, gericht op (lesbische) vrouwen. Daaronder vallen een vrouwencafé (Saarein), een boekhandel (Xantippe) en een drukkerij (Virginia), en uitgaven als het Lesbisch Prachtboek en de tijdschriften Lust en Gratie en Diva. Daarnaast organiseerde de groep in 1977 de eerste homodemonstratie van Nederland, die later uitgroeide tot de Roze Zaterdag, en was ze betrokken bij de bezetting van de Bloemenhovekliniek.

#### ZMV
In Nederland kreeg het feminisme ook kritiek van vrouwen uit minderheden, vanaf eind 1983. Daarna werden op emancipatie gerichte activiteiten ontplooid door en voor "Zwarte, Migranten- en Vluchtelingenvrouwen" (ZMV). In 1984 vormden vier vrouwen een organisatie voor zwarte lesbische vrouwen, Sister Outsider genoemd. In 1986 organiseerde zij een bijeenkomst waarbij Audre Lorde aanwezig was en de organisatie groeide daardoor. Vanwege persoonlijke omstandigheden hief Sister Outsider zich dat jaar al weer op, maar hun initiatief was inmiddels door verschillende andere groepen opgevolgd.

### Vlaanderen
Het lesbisch feminisme in Vlaanderen is ontstaan uit dezelfde achtergrond die elders van toepassing was. Ook daar had de homobeweging (Holebi) te veel oog voor mannelijke homoseksualiteit en ook in Vlaanderen wilde de vrouwenbeweging aanvankelijk liever niet met het lesbianisme geassocieerd worden. Die situatie duurde in Vlaanderen echter veel langer dan elders, zeker tot midden jaren 80, en ook het "uit de kast komen" was er pas relatief laat gebruikelijk. Er was sprake van een versnipperd beeld van veel kleine groepjes en als gelijkberechtiging van lesbiennes al werd gepropageerd dan was dat eerder collectief dan individueel. Er werden wel organisaties opgericht door lesbische vrouwen, zoals Sappho in Gent (1974) en Athis in Antwerpen (1978), maar dat waren vooral ontmoetingspunten, gericht op cultuur en gezelligheid. De later gestichte groepen Liever Heks en Çatal Hüyük waren al een stuk radicaler en zij stelden zich te weer tegen de heteronormativiteit en de daarmee gepaard gaande ongelijkheid tussen mannen en vrouwen.

## Kritiek en controverses

### Heteroseksualiteit
Critici van het lesbisch feminisme vinden dat de beweging lesbische relaties idealiseert en het belang van heteroseksuele verlangens onderdrukt. Ook zou de nadruk op heteronormativiteit andere vormen van vrouwenonderdrukking in de schaduw stellen. Andere critici van de beweging menen dat de weerzin tegen heteroseksualiteit preuts is, en blind voor de positieve kanten ervan. Veel lesbisch-feministische publicaties schreven minachtend over heteroseksualiteit en verschillende uitingen daarvan, zoals pornografie. Eind jaren zeventig verhevigde dit debat en mondde het uit in de feminist sex wars. Diverse lesbisch-feministische schrijfsters en activisten behoorden nadrukkelijk tot het kamp van de sekspositieve feministen, maar de beweging als geheel wordt door critici vaak tot het andere, conservatievere kamp gerekend.

### Biseksualiteit
Een deel van het lesbisch feminisme staat afwijzend tegenover biseksualiteit, hoewel dat vroeger prominenter was dan anno 2022. Sommigen vinden het een reactionaire en anti-feministische terugslag op het lesbisch feminisme. De lesbische, radicaalfeministische schrijfster en activist Julie Bindel vindt het een modegril, voortgekomen uit seksueel hedonisme. Men erkende dat mensen bi kunnen zijn, maar vond dat de politieke keuze dan voor vrouwen zou moeten zijn. Praktiserende biseksuele vrouwen werden gezien als verraders. Toch is biseksualiteit binnen het lesbisch feminisme in de loop van de jaren negentig meer geaccepteerd geraakt en als gevolg daarvan hebben conflicten en controverses aan belang ingeboet.

### Transseksualiteit
Hoewel de meningen van lesbisch-feministen variëren, bestaat er binnen de stroming een hardnekkige canon die fel gekant is tegen transgenders, transseksuelen en travestieten. Lesbisch-feministen die deze mening zijn toegedaan vinden transvrouwen op zijn best rolbevestigende nepvrouwen, of spreken van genitale verminking of een verheerlijking van genderrollen. Sheila Jeffreys vindt dat transseksuelen een traditioneel stereotype van de vrouw helpen in stand houden en dat ze een essentie van de vrouw uitbeelden die beperkend en diep beledigend is. Janice Raymond stelde in haar in 1979 gepubliceerde The Transsexual Empire: The Making of the She-Male dat transgenders traditionele rolpatronen bevestigen en vrouwen reduceren tot een door mannen gewenst ideaalbeeld. Ze schreef ook: "alle transseksuelen verkrachten het vrouwenlichaam door de echte vrouwelijke vorm te reduceren tot een artefact".
Een deel van het radicaal feminisme, waarmee het lesbisch feminisme op dit punt raakvlakken heeft, is van mening dat mannen en vrouwen elk een sociale klasse vormen. De mannen zijn daarbij de onderdrukkende klasse en de vrouwen de onderdrukte. Het leiden van een leven in een van deze klassen zou in hoge mate vormend zijn voor een persoon en niet iets dat met een bepaald uiterlijk of zelfs een operatie kan worden nagebootst. Het is ontstaan in de VS uit de protestcultuur van Nieuw Links en het radicaal-feministische cultureel feminisme, waar de mening overheerst dat de vrouw op basis van haar biologische kenmerken wordt onderdrukt en gemarginaliseerd. Tegelijk vinden aanhangers dat de vrouw, juist op basis van die biologische eigenschappen, eerder superieur dan inferieur is. Aanhangers worden soms TERFs genoemd, hoewel ze het zelf liever omschrijven als 'genderkritisch'.
Deze stellingname ging en gaat gepaard met felle controverses en een debat dat anno 2022 als 'giftig' wordt omschreven. Andere feministen en mensen die betrokken zijn bij de lhbt-emancipatie hebben het onder meer transfobie genoemd en haatzaaien. De voorzitter van de Britse lgbt-organisatie 'Stonewall' heeft genderkritiek vergeleken met antisemitisme. Genderkritische vrouwen hebben last gehad van intimidatie, censuur en zelfs fysiek geweld. Het sinds de jaren negentig binnen het feminisme in opmars zijnde begrip intersectionaliteit gaat uit van diverse lijnen van onderdrukking, zoals bijvoorbeeld geslacht, ras en sociale klasse, die elkaar snijden en versterken.
Een aantal lesbisch-feministische bijeenkomsten en festivals heeft lange tijd transgenders geweigerd. Dat geldt voor de meeste separatistische organisaties en in het bijzonder het Michigan Womyn's Music Festival, een sinds de jaren zeventig bestaand evenement. Daar weerde men transvrouwen actief vanaf 1991 en dat leidde tot tal van protestacties. Onder de toenemende maatschappelijke en politieke druk besloot de organisatie in 2015 het festival op te heffen, in plaats van de regels aan te passen.

### Niet-feministen
Door lesbiennes die niet politiek geëngageerd zijn, wordt het lesbisch feminisme soms met argwaan bekeken. De pre-feministische butch en femme-lesbiennes van de jaren zestig tot tachtig, die elkaar vooral vonden in het uitgaansleven, stonden op gespannen voet met de lesbisch-feministische afwijzing van genderrollen. Er bestaat sowieso een spanningsveld tussen lesbiennes die hun leven inrichten naar hun seksuele geaardheid en zij die zich uit ideologische gronden vooral of uitsluitend op andere vrouwen richten.